# Helgaud
Helgaud o Helgaldus (972 – 27 o 28 agosto 1048) fu uno storico e biografo franco, monaco dell'abbazia benedettina di Fleury.

## Biografia
Di lui si sa poco: nato in data e luogo ignoti, fu prima oblato e poi monaco nell'abbazia di Fleury, dove i suoi maestri furono successivamente Abbone di Fleury e Gauzlin. Inizialmente custode delle reliquie di san Benedetto, gli fu affidato il compito di costruire una chiesa in onore di san Dionigi e un'altra in onore di santa Scolastica nei pressi dell'abbazia. Helgaud è noto soprattutto per il suo resoconto della vita di re Roberto II il Pio (Vita Roberti), scritto poco dopo la sua morte (1033 circa). Lungi dall'essere una biografia oggettiva, è un vero e proprio panegirico in onore del sovrano, che viene descritto come un santo e di cui fu il protettore per molti anni e di cui fu anche cappellano. Helgaud, morto nel 1048, è descritto come monaco e sacerdote, ma la sua ordinazione rimane oscura.
Sebbene i precedenti editori di quest'opera semi-agiografica, la Vita Roberti, abbiano espresso l'opinione che "il suo valore non è grande né dal punto di vista letterario né da quello storico", oggi è riconosciuta come piuttosto preziosa, non solo per la luce che getta direttamente sul suo soggetto, ma anche perché rappresenta una fase importante nello sviluppo della storiografia medievale.
L'unico manoscritto esistente dell'Epitoma si trova a nella Biblioteca Vaticana, Vaticano, BAV Reg. lat. 566. Le edizioni precedenti furono ristampate da Jacques Paul Migne nella sua Patrologia Latina, CXLI (Parigi, 1844); e da Martin Bouquet nel Recueil des historiens des Gaules, X (Parigi, 1760), ma l'edizione definitiva (che comprende una lunga introduzione e note) è apparsa nel 1965 a cura di Robert-Henri Bautier e Gilette Labory (elencati di seguito).